# Gastoeter

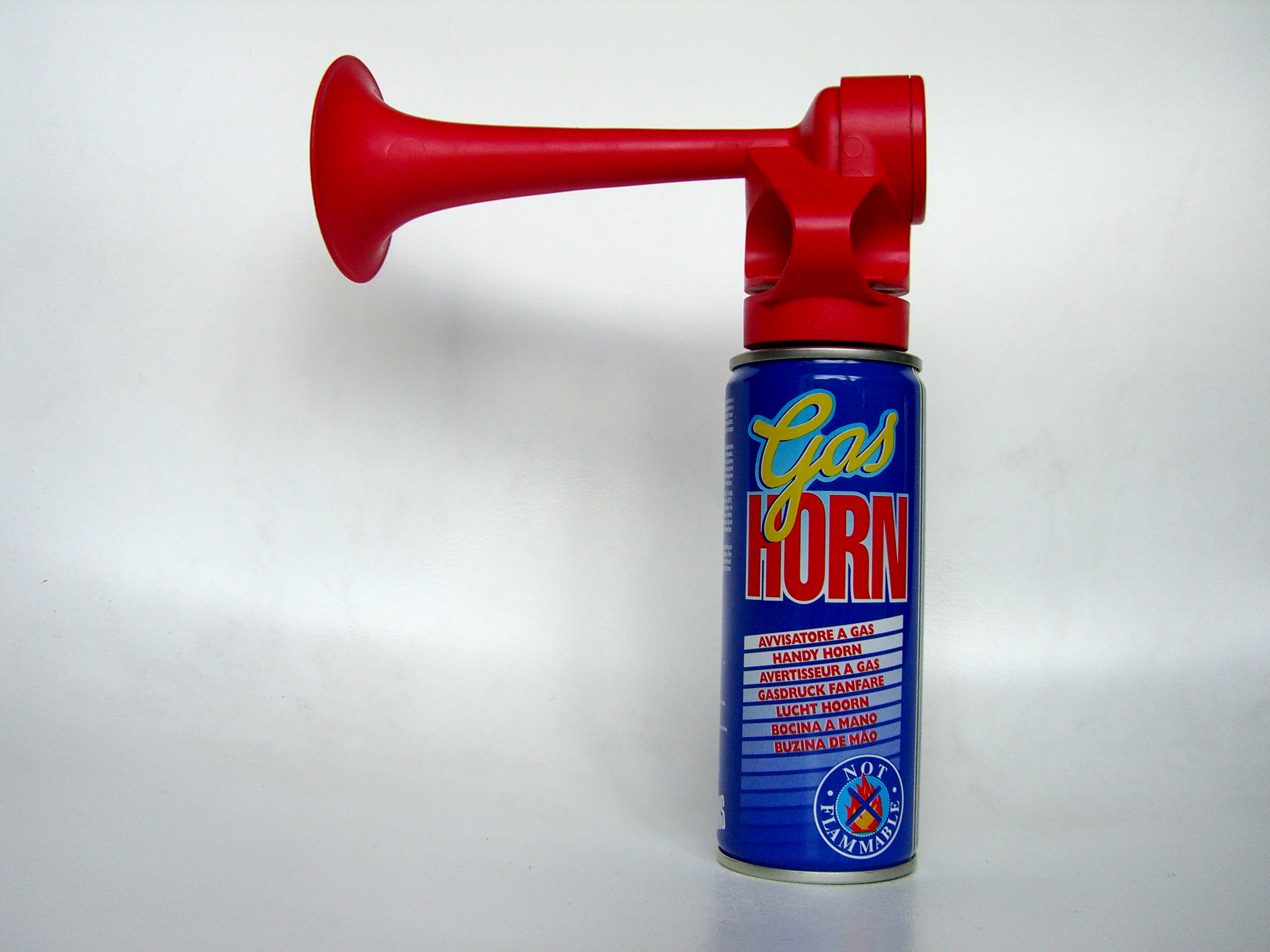
Italiaanse gashoorn

Een gastoeter is een toeter die op gas werkt. Als de toeter ingedrukt wordt, stroomt er gas uit de gastank langs een dunne strip, die gaat trillen, vergelijkbaar met een riet in een muziekinstrument.
Gastoeters kunnen een nautische bestemming hebben, als signaalhoorn, maar zijn voornamelijk populair in de tribunes bij sportevenementen.

## Noot
1. ↑  Handhavingsrapportage Feesttoeters, Rapport nr. ND04o070/03, Voedsel en Waren Autoriteit, 2004